# Simaria
Simaria Mendes Rocha (Uibaí, 16 de junho de 1982) é uma cantora, compositora e multi-instrumentista brasileira. Conhecida por integrar, ao lado de sua irmã, Simone Mendes, a dupla Simone & Simaria. No último ano da dupla, Simaria deixou de se apresentar devido a problemas de saúde. Sendo assim, a agenda da dupla foi cumprida por Simone, que realizou as apresentações.

## Biografia e carreira
Simaria nasceu em Uibaí, na Bahia, filha mais velha de Mara Mendes e Antonio Rocha, morto na década de 90 quando sofreu um infarto durante o banho e enterrado como indigente. Simaria é irmã da também cantora Simone Mendes e de Caio Mendes.

### 1998–2022: Início de carreira, Forró do Muído e Simone & Simaria
Na década de 90, Simaria Mendes fez parte dos backing vocals do cantor Frank Aguiar e foi influência para Simone, que logo seguiria carreira artística.
Em 2007, as irmãs formaram a banda Forró do Muído, que fez sucesso no nordeste na época. Em 2012, saíram do grupo para seguirem carreira solo.
Em 2012, Simone e Simaria formaram a dupla Simone & Simaria. A dupla teve fim anunciado em 2022. Ao contrário de Simone, Simaria Mendes disse que iria se afastar dos palcos para cuidar de seus filhos e de sua condição vocal.
Desde então, manteve-se afastada do público com exceção de uma aparição feita em julho de 2024 durante uma apresentação de sua irmã, Simone Mendes.

## Vida pessoal
Em 2007, Simaria se casou com o espanhol Vicente Escrig, após se conhecerem na plataforma Orkut, o relacionamento durou 14 anos e chegou ao fim em 2021, com ele teve dois filhos: Giovanna e Pawel.

### Relação com Simone
O relacionamento entre Simone e Simaria foi muito comentado pela mídia. Em 2022, Simaria se afastou dos palcos e sua irmã, Simone, teve de cumprir a agenda da dupla sozinha. Geraram-se especulações de que a dupla acabaria e de que as irmãs teriam brigado. A cantora, em entrevista a Ruth Dias, mãe da cantora Marília Mendonça, classificou o encerramento das atividades da dupla e o fim da parceria com a irmã afirmando que "o ciclo se encerrou", enquanto Simone também se pronunciou e afirmou que Simaria estava cansada.

### Saúde
Em 2017, Simaria recebeu o diagnóstico de infecção aguda de vias aéreas superiores. Em 2018, foi diagnosticada pela segunda vez com tuberculose ganglionar, e se mudou para São Paulo alegando que "minha saúde necessitava de um hospital bom, eu estava numa situação muito, muito difícil".